# 前野るみえ
前野 るみえ（まえの るみえ、1992年7月4日 - ）は、日本のタレントである。三重県出身。

## 略歴
Y・M・Oに所属し、2001年に近畿地方で放送されていた茜丸本舗のCM出演でデビュー、以後近畿地方で子役的な活動をしていた。
芸能人女子フットサルチーム「FANTASISTA」に所属していたが、チームは2009年3月31日をもって一時休部した。

## 人物
- 高校時代は野球部のマネージャーを務めていた[1]。

## 出演

### バラエティ
- コラソン（2005年10月 - 2007年7月、東海テレビ）
- 恋するフットサル（2006年4月 - 2007年3月、フジテレビ）不定期出演
- アイドルレボリューション（tvk）
- キッズ情報局（サンテレビ）
- ダンスダンスキッズ（サンテレビ）
- コンビニ情報局（テレビ大阪）
- いただきッ!キッズ（サンテレビ）
- エコプロジェクト（サンテレビ）
- 遊園地へ行こう（サンテレビ）

### ラジオ
- FANTA☆RADIO Welina（2007年10月 - 、ラジオNIKKEI第1）

### CM
- 茜丸本舗（2001年）

### 舞台
- ピヴォ☆ガール（2005年12月30日 - 2006年1月9日）